# Evert Larock
Evert Larock (Kapelle-op-den-Bos, 21 mei 1865 – aldaar, 13 januari 1901) was een Belgische kunstschilder. Hij was lid van de kunstenaarsverenigingen Als ik Kan en De XIII.

## Levensloop
Na een avondcursus "Tekenen" aan de stedelijke academie te Mechelen werd hij ingeschreven voor de avondlessen aan de Academie van Antwerpen. Gedurende de dag werkte hij voor de decoratieschilder en binnenhuisarchitect Henri Verbueken.
Tijdens zijn militaire dienst in 1884 manifesteerden zich de eerste symptomen van tbc. Deze ziekte zou de rest van zijn korte leven een rem zetten op zijn kunstproductie. Larock werd vrijgesteld van verdere militaire dienstverplichtingen en volgde daarop de dagcursussen aan de academie. 's Avonds werkte en studeerde hij doorgedreven in het atelier van Karel Verlat. Hij leerde er vele kunstvrienden kennen, o.a. Frans Hens, Romain Looymans, Arthur Pierre en Alexander Struys (fr), en werd lid van de kring Als ik Kan en later van De XIII.
Ondanks zijn ziekte en lange afwezigheden probeerde hij zo veel mogelijk te exposeren (dit lukte met de hulp van zijn vrienden) en zo kwam hij stilaan in de belangstelling. Zijn werken werden tentoongesteld en verkocht over heel Europa – Parijs, Bordeaux, Wrocław, Düsseldorf en Keulen.
De eerste tentoonstelling van Kunst van Heden (1901) mag een eerbetoon aan het werk van Larock genoemd worden. Larock was van meet af aan een aanhanger van pleinairisme en in veel van zijn werken toont hij een grote belangstelling voor het zonnige coloriet van het impressionisme. Zijn grootste werken zoals De idioot, De sintelraper en Het vissertje getuigen ervan dat hij over het talent beschikte een merkwaardig naturalist te worden maar door zijn te korte leven heeft hij dat niet kunnen bewijzen.

## Musea
- Koninklijk Museum voor Schone Kunsten te Antwerpen: 6 werken waaronder "De idioot".
- Museum van Schone Kunsten te Brussel: "De sintelraper".
- Collectie Gemeente Kapelle-op-den-Bos: 8 schilderijen en 1 tekening.